# Conselho de Garantias Estatutárias (Catalunha)
O Conselho de Garantias Estatutárias (em catalão:  Consell de Garanties Estatutàries; em castelhano:  Consejo de Garantías Estatutarias; vulgarmente Conselho de Garantias) é um organismo da Generalidade da Catalunha, cuja missão é  velar pela conformidade das normas catalãs com a Constituição Espanhola e o Estatuto de Autonomia da Catalunha. 
É constituído por 9 conselheiros, dos quais 6 são designados pelo Parlamento da Catalunha e 3 pelo Governo da Catalunha, com um mandato individual de 9 anos. As suas decisões não são vinculativas, apesar de equivaler a um ”tribunal constitucional da Catalunha”.